# A Panetta
A Panetta es un cultivar de higuera de tipo higo común Ficus carica autofértil, unífera es decir con una sola cosecha por temporada los higos de verano-otoño, de higos con epidermis con color de fondo verde hierba intenso y sobre color manchas irregulares pequeñas de color blanco amarillo, presentando numerosas lenticelas de distintos tamaños color marrón oscuro. Se localiza en Italia también cultivado en jardines particulares y colecciones en Estados Unidos.

## Sinonimia
- „Panetta“ [5][6]

## Historia
Esta variedad de higuera es oriunda de Italia.

## Características
La higuera 'A Panetta' es un árbol de tamaño grande, con un porte esparcido, muy vigoroso, muy fértil en la cosecha de higos. Es una variedad unífera de tipo higo común, de producción abundante de higos no muy dulces.
Los higos son de tipo pequeño de unos 20 gramos, de forma esferoidal algo aplanada, con cuello corto; pedúnculo largo y grueso de color verde; su epidermis es de textura fina, con color de fondo verde hierba intenso y sobre color manchas irregulares pequeñas de color blanco amarillo, presentando numerosas lenticelas de distintos tamaños color marrón oscuro. La carne (mesocarpio) de tamaño medio grosor irregular y de color blanco; ostiolo de tamaño mediano, abierto; cavidad interna pequeña con aquenios pequeños y numerosos; pulpa jugosa de color rojo intenso.
Cuando el higo está maduro y hay humedad se abre por el ostiolo en forma de estrella trivalva.

## El cultivo de la higuera
Los higos 'A Panetta' son aptos para la siembra con protección en USDA Hardiness Zones 7 a más cálida, su USDA Hardiness Zones óptima es de la 8 a la 10. El fruto de este cultivar es de tamaño pequeño, jugoso y no muy dulce.
Se localiza en Italia también cultivado en jardines particulares y colecciones en Estados Unidos.